# Zentralinsana
Zentralinsana (indonesisch Insana Tengah) ist ein indonesischer Distrikt (Kecamatan) im Westen der Insel Timor.

## Geographie
| „Dorf“ (Desa) | Verwaltungssitz | Fläche | Einwohner | Bevölkerungs- dichte |
| ------------- | --------------- | ------ | --------- | -------------------- |
| Lanaus        | Tualeu          | 4 km²  | 1.582     | 395                  |
| Letmafo       | Kiupasan        | 14 km² | 2.623     | 187                  |
| Maubesi       | Maubesi         | 49 km² | 3.372     | 69                   |
| Tainsala      | Mausak          | 36 km² | 1.901     | 52                   |
| Sone          | Nefosene        | 5 km²  | 608       | 121                  |
| Ostletmafo    | Nunbai          | 12 km² | 762       | 63                   |
| Oehalo        | Fatubay         | 4 km²  | 365       | 91                   |

Der Distrikt befindet sich im Zentrum des Regierungsbezirks Nordzentraltimor (Timor Tengah Utara) der Provinz Ost-Nusa-Tenggara (Nusa Tenggara Timur). Im Westen liegen die Distrikte Nordinsana (Insana Utara), Insana Fafinesu und Ostmiomaffo (Miomaffo Timur), im Osten die Distrikte Biboki Moenleu und Südbiboki (Biboki Selatan) und im Süden die Distrikte Insana und Westinsana (Insana Barat).
Zentralinsana hat eine Fläche von 124 km² und teilt sich in die sieben Desa Lanaus, Letmafo, Ostletmafo (Letmafo Timur) und Maubesi im Süden, Sone und Oehalo im Zentrum und Tainsala im Norden. Der Verwaltungssitz befindet sich in Maubesi.  Das Territorium liegt in einer Meereshöhe unter 500 m. Das Klima teilt sich, wie sonst auch auf Timor, in eine Regen- von Dezember bis März und eine Trockenzeit von April bis September.

## Einwohner
2017 lebten in Zentralinsana 11.213 Einwohner. 5.584 waren Männer, 5.629 Frauen. Die Bevölkerungsdichte lag bei 90 Personen pro Quadratkilometer. 11.096 Personen bekannten sich zum katholischen Glauben, 105 waren Protestanten und zwölf Personen muslimischen Glaubens. Im Distrikt gab es fünf katholische und eine protestantische Kirche.

## Wirtschaft, Infrastruktur und Verkehr
Die meisten Einwohner des Distrikts leben von der Landwirtschaft. Als Haustiere werden Rinder (6.088), Pferde (20), Büffel (29), Schweine (2.506), Ziegen (1.176) und Hühner (10.105) gehalten. Auf 704 Hektar wird Mais angebaut, auf 391 Hektar Reis, auf 254 Hektar Maniok, auf zehn Hektar Süßkartoffeln, auf 40 Hektar Erdnüsse und auf 19 Hektar grüne Bohnen.
In Zentralinsana gibt es zehn Grundschulen, drei Mittelschulen, eine weiterführende Schule. Zur medizinischen Versorgung stehen ein kommunales Gesundheitszentrum (Puskesmas), ein medizinisches Versorgungszentrum (Puskesmas Pembantu) und drei Hebammenzentren (Polindes) zur Verfügung.
Der öffentliche Verkehr wird betrieben durch sechs Kleinbusse, 23 Pick Ups und Lastwagen, 107 Motorrädern und ein anderes Fahrzeug.